# Французский Судан
Францу́зский Суда́н (фр. Soudan français) — бывшая колония Франции в Западной Африке, часть области Западный Судан: территория по верхнему и среднему течению рек Нигер и Сенегал — территория нынешнего государства Мали.

## История
9 сентября 1880 года на основе французских владений в верхнем и среднем течении рек Нигер и Сенегал была сформирована колония Верхний Сенегал. 18 августа 1890 года она была переименована в Территорию Французский Судан; её столицей стал город Каес.
11 октября 1899 года Французский Судан был разделён: 11 южных провинций были переданы колониям Французская Гвинея, Кот-д’Ивуар и Дагомея (в следующем году 2 провинции были переданы обратно). Столицей колонии стал город Бамако.
В 1902 году те территории Французского Судана, которые не находились под военным управлением, были реорганизованы в колонию Сенегамбия и Нигер.
После реорганизации Французской Западной Африки в 1920 году Французский Судан был воссоздан. В 1933 году, после произошедшего в 1932 году расформирования колонии Французская Верхняя Вольта, часть её провинций была передана Французскому Судану.
После референдума 28 сентября 1958 года Французский Судан получил специальный правовой статус: государства — члена Французского Сообщества под названием Суданская республика. 17 января 1959 года Суданская республика начала процесс объединения с Сенегалом, в результате чего образовалась Федерация Мали.

## Экономика
Французы развивали орошаемое земледелие в колонии, затем с/х продукты экспортировались в метрополию. Основная часть инвестиций Франции была сосредоточена на развитие инфраструктуры Судана, финансовые затраты за период 1928—1939 годов составил 4 млрд франков. Благодаря этой поддержке, сельскохозяйственный сектор экономики Французского Судана быстро рос.